# Füssen (Schiff)
Die Füssen ist ein Fahrgast-Motorschiff auf dem Forggensee und konzipiert als Tagesausflugsschiff im Linien- und Fährverkehr. Eigner ist die Stadt Füssen, die seit 1957 die Schifffahrt auf dem Forggensee betreibt. Das Schiff verfügt über rund 400 Plätze und ist ein sogenannter Kopflander, bei dem der Zustieg über eine Klappe im Vordersteven erfolgt. Dies ermöglicht schnelles An- und Ablegen im Fährbetrieb. Der Einstieg ist zudem stufenlos.
Die Schifffahrtssaison geht von Anfang Juni bis 15. Oktober, im Zeitraum des Vollstaus des Forggensee.

## Geschichte
Das Schiff wurde 1994 unter der Baunummer 133 auf der Lux-Werft in Niederkassel-Mondorf am Rhein gebaut. Auftraggeber war die Waldecker Fahrgastschifffahrt, für die der erste Einsatz von 1994 bis 2000 unter dem Namen Wappen von Edertal auf dem Edersee erfolgte. Im Frühjahr 2000 kaufte die Stadt Füssen das für 428 Personen zugelassene Schiff als Ergänzung zu der bereits vorhandenen Allgäu, die 210 Personen fassen kann. Der LKW-Transport vom Edersee an den Forggensee wurde im März 2001 durchgeführt. Dafür wurde das Schiff in mehrere Teile zerlegt. In Füssen bekam das Schiff den Namen der Eigner-Stadt, wo es auch registriert ist. Den Passagieren stehen je ein Salon auf dem Haupt- und dem Oberdeck zur Verfügung. Die Freiplätze sind im Heck des Oberdecks und auf dem großen Sonnendeck. Das Schiff hat außerdem ein Bordbistro und Toiletten.
Auf dem Schiff wurde seit 2016 mehrfach das Musical Der Schwanenprinz – Lebe deinen Traum aufgeführt.